# Le Chat, son maître et ses deux maîtresses
Le Chat, son maître et ses deux maîtresses (猫と庄造と二人のをんな, Neko to shōzō to futari no onna) est un bref roman de l'auteur japonais Jun'ichirō Tanizaki (1886-1965) publié dans les numéros de janvier et juillet 1936 du mensuel Kaizō.
Dans le contexte de l'époque, où Tanizaki s'inspire surtout de la littérature classique, y compris pour ses fictions, ce récit surprend, tant par son sujet délibérément contemporain, que par son ton où l'ironie le dispute à l'humour. Placé dans l'environnement familier du Kansai, le récit, passé au filtre de la vie quotidienne chez de « petites gens », explore les thèmes du « désir », de la jalousie et de l'obsession en empruntant le mode parodique.
Pour son auteur, c'est sur tous les plans, une époque de pleine maturité : après un éphémère remariage (1931-1935), Tanizaki épouse en troisièmes noces, l'année même de son divorce, Morita Matsuko, qui sera pour lui la femme idéale et sa véritable muse jusqu'à la fin de sa vie ; tout au long de cette période, ainsi marquée par des bouleversements amoureux, il publie plusieurs œuvres de première importance, telles que Shunkin, esquisse d'un portrait (1933), Éloge de l'ombre (1933), Bunshō tokuhon (Traité d'écriture, 1934), et aborde en 1935 son travail de transposition du Dit du Genji. C'est au début de cette entreprise titanesque que Tanizaki publie, comme une escapade qu'il se serait autorisée, Le Chat, son maître et ses deux maîtresses.
Bien plus tard, Tanizaki, qui appréciait dans la vie la compagnie des chats et des chiens, souhaitera renouer avec un sujet animalier. On sait en effet qu'il projetait avant sa mort d'écrire un nouveau roman, intitulé Byōkenki (Chronique de chats et de chiens), dans lequel il aurait à nouveau mis en scène les jeux du désir entre les hommes et les bêtes.
Le roman a été adapté au cinéma dans un film japonais de 1956 intitulé Le Chat, Shozo et ses deux maitresses (Neko to Shōzō to futari no onna) et réalisé par Shirō Toyoda.

## Personnages
L'écriture idéographique donne une signification intrinsèque aux noms propres. Ici l'ironie préside au choix des prénoms des personnages.
- Shōzō Ishii, environ 30 ans, est un petit commerçant tenant une boutique de couleurs, héritée de son père, sur l'ancienne route d'Ashiya. Homme corpulent, paresseux et pleutre, il a cependant du succès auprès de la gent féminine et porte une attention démesurée à sa chatte Lily. Il épouse en premières noces Shinako puis, manipulé par sa mère, Fukuko. Son prénom signifie celui qui « fabrique » soit de la « stabilité », de la « platitude », soit de la « solennité », selon le sens que l'on choisit du caractère « shō ».
- O-Rin, la mère de Shōzō, vit avec lui à l'étage de la maison qui tient aussi lieu de boutique. Par son omniprésence et son influence sur le déroulement des événements, elle ne cesse de rivaliser avec Lily. La transcription en hiragana laisse la voie ouverte à plusieurs interprétations, parmi lesquelles celle de la « morale » — le préfixe « O » et le radical soulignent son appartenance à l'ancienne génération, en somme révolue.
- Shinako, environ 25 ans, travaillait comme bonne dans une riche résidence des hauts d'Ashiya avant d'épouser Shōzō. Pauvre, elle parvient toutefois à apporter elle-même une dot qu'elle devra en partie revendre pour assurer les besoins du ménage. Après sa séparation, elle part vivre avec sa sœur Hatsuko, son beau-frère et leurs enfants, et vit de travaux de couture. Selon son prénom, c'est la femme « marchandise de qualité ».
- Fukuko, fille du frère d'O-Rin et donc cousine germaine de Shōzō. Bien que turbulente et fugueuse, son père Nakajima la dote de deux maisons qui lui assurent un revenu locatif assez confortable. Son prénom signifie « bonheur ».
- Lily, la chatte de race occidentale à robe écaille de tortue de Shōzō, ramenée après un stage dans un restaurant de Kōbe. Le « lys » évoque à la fois la pureté et un Occident positif, alors qu'aucun des secrets intimes de l'animal ne sera épargné au lecteur...

## Résumé
L'action se déroule au Japon entre la mi-septembre et novembre, dans la région de Kōbe et d'Ōsaka. Shōzō, petit commerçant, dont l'attachement pour sa vieille chatte Lily est tellement fort qu'il attise la jalousie de sa femme Fukuko, se retrouve contraint d'abandonner l'animal à son ex-femme, Shinako, qui espère ainsi l'attirer à nouveau auprès d'elle.
« Dans cette maison, donc, le mari se fichant des goûts de son épouse décidait du menu du soir [des chinchards marinés] en fonction de la chatte. Et elle [Fukuko], qui s'était sacrifiée pour le bien de son mari, non seulement cuisinait en réalité pour l'animal, mais devait même accepter de lui tenir compagnie. »

## Analyse
La relation triangulaire au cœur du récit — Shōzō convoité par deux femmes, l'épouse répudiée et la nouvelle mariée — n'est pas sans rappeler la récente expérience de Tanizaki, et l'on peut supposer qu'il y a dans l'expression des tourments sentimentaux un peu de la chair des personnages réels. Mais c'est l'introduction d'un quatrième pôle représenté par la chatte Lily, objet de tous les désirs, qui transforme le drame en comédie de mœurs, comme si, au fond, tout cela était bien dérisoire.
De cette histoire, on retiendra la leçon de supériorité de l'amour des animaux et de l'amour filial sur les liens sentimentaux ou conjugaux. Quel sera l'avenir de Shōzō, après cette épreuve ? La conclusion implicite reste ambiguë : homme entouré de femmes, il risque la solitude au terme de l'histoire — en somme, une illustration du paradoxe de Don Juan.

## Traductions
Tanizaki utilise le dialecte Kansai-ben, plus précisément des tournures dialectales de Kōbe et de ses environs (car en japonais il existe de subtiles subdivisions dialectales selon les aires géographiques, elles-mêmes différenciées selon les milieux sociaux, l'âge, le sexe, etc.) — tournures que l'on retrouve de manière systématique dans les dialogues des personnages, tandis que les parties descriptives sont rédigées dans le style normalisé de Tōkyō. La traduction française ne rend pas compte de cette oscillation constante entre variante régionale et langue standard, qui apporte à la fois une dimension ludique et une épaisseur culturelle à l'écriture.
- Junichirō Tanizaki, Le Chat, son maître et ses deux maîtresses, Paris, Gallimard, 1994 (ISBN 978-2-07-040167-3).
- La gatta, Shozo e le due donne, traduction italienne par Atsuko Ricca Suga, Vita segreta del signore di Bushu, Bompiani, Milan, 1970.
- A Cat, a Man and Two Women, traduction anglaise par Paul McCarthy, Kōdansha International, Tōkyō, 1990.

## Adaptation cinématographique
- 1956 : Le Chat, Shozo et ses deux maitresses (猫と庄造と二人のをんな, Neko to Shozo to futari no onna), film japonais réalisé par Shirō Toyoda, adaptation du roman Le Chat, son maître et ses deux maîtresses